# 스테브 미실리에
스테브 미실리에(프랑스어: Steve Missillier, 1984년 12월 12일~)는 프랑스의 알파인 스키 선수이다. 2014년 동계 올림픽에서 대회전 부문 은메달을 획득했다.